# Мюрид
Мюри́д (араб. مريد‎ —  последователь, ученик‎) — в суфизме, ученик, находящийся на первой (низшей) ступени посвящения и духовного самосовершенствования. В более широком употреблении этот термин может обозначать суфия вообще и даже просто рядового мусульманина.

## В суфизме
Мюридами называют человека, готовящегося к вступлению в суфийское братство (тарикат). Мюрид принимает на себя определённые обязательства перед наставником (шейх, устаз, муршид). Он должен подчинить свою волю воле Аллаха, а также воле своего учителя. Подчинение воли мюрида Аллаху происходит под руководством наставника. После подчинения шейху мюрид проходит духовный путь, становясь «путником» (саликом). Прохождение духовного пути саликом без руководства наставника невозможно.
Посвящение в мюриды начинается с напутствия, которое дает наставник ученику. Они садятся друг напротив друга. Шейх вкладывает свою руку в руки ученика и говорит о необходимости раскаяния, молитвы и ценности суфийского братства: «Мы все — братья в Боге; кто из нас будет спасен в день страшного суда тот возьмет за руку своего брата».
Обычно мюрид берёт на себя некоторые обязательства (адабы):
- подчинение своему шейху во всех велениях и запретах,
- не зевать и не засыпать, не смеяться без причины, не повышать своего голоса[4],
- совершение пятикратной молитвы и, по возможности, в коллективе,
- надевать чистую одежду и выполнять дополнительные молитвы (вирд) в чистом месте[5],
- не посещать никого, кроме своего учителя,
- не проверять своего учителя[6],
- не делать находясь в одиночестве того, что мюрид не делает при людях, то есть, он должен вести себя так, как будто Аллах постоянно наблюдает за ним[7].

Также мюрид должен руководствоваться определёнными правилами при общении с шейхом
- не входить к шейху без спроса,
- не садиться в присутствии шейха без разрешения,
- не наступать на коврик шейха,
- при приветствии целовать шейху правую руку,
- не начинать разговор с шейхом без его разрешения,
- не смотреть подолгу на лицо шейха,
- не поворачиваться спиной к шейху.